# Ingrid Martz
Ingrid Martínez de la Vega (Ciudad de México, 17 de septiembre de 1979), conocida como Ingrid Martz, es una actriz mexicana.

## Filmografía

### Cine
| Año  | Título                | Personaje                              |
| ---- | --------------------- | -------------------------------------- |
| 1998 | Escándalo             | Sandra                                 |
| 1999 | Inesperado amor       | Nelly                                  |
| 2001 | La segunda noche      | Asistente del director                 |
| 2006 | Así del precipicio    | Hanna Berman                           |
| 2009 | Recién cazado         | Cajera en supermercado                 |
| 2014 | Volando bajo          | Eva Inés Casanova                      |
| 2014 | La dictadura perfecta | Secretaria de vicepresidencia de TV MX |

### Televisión
| Año       | Título                            | Personaje                                   |
| --------- | --------------------------------- | ------------------------------------------- |
| 1997      | María Isabel                      | Amiga de Gloria                             |
| 1997-1998 | Salud, dinero y amor              | Ingrid Sandoval                             |
| 1998      | Preciosa                          | Alma San Román                              |
| 1998      | La usurpadora                     | Clienta en bar                              |
| 1999      | Cuento de Navidad                 | Invitada en la lucha libre                  |
| 1999-2007 | Mujer, casos de la vida real      | Varios personajes                           |
| 1999-2000 | Mujeres engañadas                 | Adriana                                     |
| 2000-2001 | Carita de ángel                   | Doménica Rossi                              |
| 2001      | El derecho de nacer               | Leonor Castro                               |
| 2001-2002 | El juego de la vida               | Georgina "Gina" Rivero Fuentes              |
| 2003      | Amor real                         | Pilar Piquet de Márquez                     |
| 2004      | La guerra de los sexos            | Ella misma                                  |
| 2004      | Amarte es mi pecado               | Renata Quiroga                              |
| 2004      | Rubí                              | Lorena Treviño                              |
| 2005      | Pablo y Andrea                    | Alma Ibáñez                                 |
| 2005      | Vecinos                           | Samantha Rosas                              |
| 2006      | Heridas de amor                   | Renata San Llorente de Aragón               |
| 2007      | La familia P. Luche               | Ignelia Troncoso                            |
| 2007      | La hora pico                      | Ella misma / Varios personajes              |
| 2007      | RBD, la familia                   | Claudia                                     |
| 2007-2008 | Tormenta en el paraíso            | Karina "Sirenita" Rossemberg / Valeria Ross |
| 2008      | Querida enemiga                   | Reportera                                   |
| 2009      | Tiempo final                      | Andrea                                      |
| 2010      | Zacatillo, un lugar en tu corazón | Karla Abreu Campos / Sara Villegas          |
| 2011-2012 | La que no podía amar              | Daniela "Dany" Gutiérrez                    |
| 2013      | Corazón indomable                 | Doris Montenegro                            |
| 2013-2014 | Qué pobres tan ricos              | Minerva Fontanet                            |
| 2015-2016 | Antes muerta que Lichita          | Luciana de Toledo y Mondragón Iribarren     |
| 2017      | Love Divina                       | Brisa                                       |
| 2017-2018 | 3 familias                        | Bela Barroso Vda. del Valle                 |
| 2019      | Mi querida herencia               | Sophie                                      |
| 2022      | Mi camino es amarte               | Martina Pérez de Santos                     |
| 2022-2023 | ¿Tú crees?                        | Irina                                       |
| 2023      | Vencer la culpa                   | Carmina Gaytán de Córdoba                   |
| 2023      | Gloria Trevi: ellas soy yo        | Gloria Ruiz Arredondo                       |
| 2025      | Pecados inconfesables             | Eva                                         |

### Videos musicales
| Año  | Título           | Artista |
| ---- | ---------------- | ------- |
| 1996 | Me enamoro de ti | Fey     |

### Teatro
- Porqué los hombres aman a las cabronas
- Busco al hombre de mi vida, marido ya tuve
- Chicas católicas
- El juego de la vida

## Premios y nominaciones

### Premios TVyNovelas
| Año  | Categoría               | Programa/Telenovela      | Resultado |
| ---- | ----------------------- | ------------------------ | --------- |
| 2016 | Mejor villana           | Antes muerta que Lichita | Nominada  |
| 2007 | Mejor actriz de reparto | Heridas de amor          | Nominada  |